# Сийдър (окръг, Небраска)
Вижте пояснителната страница за други значения на Сийдър.
Окръг Сийдър (на английски: Cedar County) е окръг в щата Небраска, Съединени американски щати. Площта му е 1932 km², а населението - 9615 души (2000). Административен център е град Хартингтън.